# Pinacia albalis
Pinacia albalis là một loài bướm đêm trong họ Noctuidae.